# قلب لوزة
قلب لوزة هي كنيسة من أجمل الكنائس التاريخية في سورية. ويعتقد أن تاريخها يعود إلى منتصف القرن الخامس الميلادي وبداية القرن السادس الميلادي. وتقع هذه الكنيسة التاريخية ضمن قرية قلب لوزة الأثرية وهي قرية ينتمي أهلها لطائفة الموحدين الدروز في جبل باريشا، شمال غرب إدلب، ويعتقد أنها قد شيدت في حياة القديس سمعان العمودي أو بعد وفاته بقليل.

## الموقع الجغرافي
تقـع كنيسة قلب لوزة ضمن قرية قلب لوزة الأثرية في جبل باريشا، وتبعد 35كم شمال غرب إدلب، وعلى مقربة من طريق عام معرتمصرين - حارم.

## لمحة تاريخية
وتعتبر من أجمل الكنائس البيزنطية في سورية، وليس هناك كتابة تؤرخ الكنيسة ولكن من المعتقد بأن تاريخها يعود إلى منتصف القرن الخامس وبداية السادس الميلادي بينما يعود تاريخ بناء كنيسة كرك بيزة في نفس المنطقة إلى 361م كأول كنيسة بيزنطية بنيت في سورية.

## الوصف المعماري
يوجد في قرية قلب لوزة عدد كبير من المعاصر المنقورة بالصخر وحوالي أربعة فنادق هذا بالإضافة إلى كنيسة قلب لوزة الشهيرة والتي كانت مكاناً مخصصاً للعبادة تؤمه المنطقة بأكملها، ومركزاً للحج. ويؤكد على ذلك أهميتها ودقة زخارفها وبناء الفنادق لإيواء الحجيج وبسبب الحاجة للزيت للإنارة أنشأت المعاصر. وعند استيلاء الصليبيين على الكنيسة في القرن العاشر تحولت من كنيسة سريانية إلى كنيسة تقام فيها الطقوس البيزنطية. تأثر بناء كنيسة قلب لوزة بقمة فن العمارة السورية القديمة، وسميت بقصر لوزة وأحياناً قلب لوزة.
يبلغ طول بناء الكنيسة 25 متراً وعرضها 15متراً وهي ذات ثلاثة صحون، وهي تعد من أولى الكنائس التي نجد فيها الجناح الرئيسي محمولاً على دعائم متينة ضخمة ترتكز عليها الأقواس عوضاً عن الأعمدة. إن اتساع هذه الأقواس يؤمن دمج الجناحين الجانبيين بالجناح الرئيسي ويضفي الوحدة على حجم الكنيسة. وعلاوة على ذلك فالمحراب بارز ونضده الخارجي كثيف ومحمول على صف من الأعمدة فوق بعضها البعض، يتقدمه ممر عميق وعلى جانبيه تقع حجرتا المارتيريين والديكاكونيين، وتتألف الأروقة على الجانبين من زخارف جميلة، ويعلوها أعمدة وتيجان، ويحيط بها سور من الحجر الكلسي الكبير. وللكنيسة أربعة أبواب، ثلاثة في الجنوب وواحد في الغرب، يتقدمه مدخل مسقوف ذي رواق يتسم بالفخامة ويحده من الجانبين برجان، كل منهما بطوابق ثلاثة، وفيهما درجان قد زالا حالياً وكانا يؤديان إلى سطح الرواق وسطحي الجناحين العلويين، وفي ذلك دلالة على العدد الكبير من المصلين.
أهم أقسام المبنى:
- الرواق أو الدهليز: وهو الممر المسقوف أمام الكنيسة.
- الصحن: وهو المكان المخصص لاجتماع الناس في الكنيسة، ويمتد من الباب حتى قدس الأقداس.
- بيت القدس أو الهيكل: وهو في وسط الكنيسة، وفيه يقام المذبح.
- غرفة الشهداء: وهي الغرفة الجنوبية من البناء.
- غرفة الشمامسة: أو غرفة الخدم المحاذية للمذبح من جهة الشمال.

ويضم بناء الكنيسة العديد من الشبابيك (النوافذ) والأبواب من جميع الجهات، وأجملها الواجهة الجنوبية التي تضم تسع نوافذ وثلاثة أبواب يتوسطها باب غني بالزخارف وقد نقر فوقه اسم الملاكين ميخائيل وجبرائيل، ويحيــط بالباب رسوم مختلفة.
تتضمن بنية الكنيسة عناصر جديدة فالأقواس الكبيرة القائمة على الدعائم التي نوهنا عنها تؤمن الالتحام الوثيق مع الأقسام العلوية في الكنيسة والتي يقع ثقلها على دعائم متينة، وأصبح وزن السقف ينتقل إلى الأقواس بطريقة الكتيفات المحمولة على أعمدة صغيرة متوضعة على كتيفات أخرى مما يؤمن مقاومة للهزات الأرضية المتواترة.
والإضاءة أيضاً من إحدى مميزاتها ففي كل جدار من جداري الجناحين الجانبيين تسع نوافذ. وفي الجناح الرئيسي جداران بينهما فرق منسوب وفي كل منهما إحدى عشرة نافذة، فالكنيسة ليست غارقة في النور المتدفق من كل هذه الفتحات بل يتوزع النور فوق ذلك باتساق بفضل اتساع الأقواس.
وكانت الواجهات موضع عناية خاصة فثمة نعل ذي حلية موجود حول الكنيسة كلها. ولأول مرة نرى النوافذ السفلى وأقواس الأبواب يلفها شريط ذي حلية ناعمة في كل الكنيسة ما عدا الصدر. ثم أن الطنف في الجناحين الجانبيين يلتقي في الواجهة الغربية مشكلاً انقطاعاً أنيقاً يبرز وجود شرفة فوق المدخل، والتوزيع الموفق لنوافذ البرجين ذوات الأطر يلفان كتلة الواجهة. وفي طابق الجناحين العلويين نجد أطر النوافذ تلتف بشكل قوس ذي حلية على السواكف المستقيمة. أما المحراب البارز فإن كتلته مخففة بصف من الأعمدة وبنوافذه الكبيرة المحاطة أيضاً بالأطر ذات الحلي المستمرة.
كل هذا يعكس الاستثناء الذي تتمتع به هذه الكنيسة عن بقية كنائس المنطقة مما يجعلها قمة العمارة في جبل بيبلوس. وقد تم بلوغ هذه القمة بفضل مهارة فنان كبير يستقي عمله من التقاليد المحلية العريقة.